# Lockheed D-21
Lockheed D-21 tudi Q-12 je bilo ameriško visokohitrostno izvidniško brezpilotno letalo, ki je za pogon uporabljalo potisno cev (ramjet). Največja hitrost je bila okrog Mach 3,35 (3.560 km/h), operativna višina je bilo do okrog 30 kilometrov. Originalno je bil zasnovan za izstrelitev iz M-21 - verzije letala Lockheed A-12, ki je sam predhodnik Lockheeda SR-71. Lahko se je izstrelil tudi iz bombnika Boeing B-52, slednji je lahko prevažal dva D-21.
Načrtovanje pri Skunk Works se je začelo leta 1962. Namen je bil zgraditi hitro brezpilotno izvidniško letalo, ki bi lahko penetriralo globoko v sovražnikovo ozemlje in bi bil manj ranljiv kot sorazmerno počasni U-2.

## Specifikacije(D-21)
D-21A in D-21B brez dodatnih potisnikov (boosterjev)
- Razpon kril: 19 ft 1/4 in (5,79 m)
- Dolžina: 42 ft 10 in (12,8 m)
- Višina: 7 ft 1/4 in (2,14 m)
- Teža ob izstrelitvi: 11000 lb (5.000 kg)
- Maks. hitrost: Mach 3,35 (2210 mph, 1920 vozlov, 3.560 km/h)
- Višina leta (servisna): 95000 ft (29.000 m)
- Dolet: 3,000 nmi, 3450 mi, 5.550 km
- Motor: 1 x potisna cev (ramjet) Marquardt RJ43-MA-20S4, 1500 lbf (6,67 kN) potiska

Sources: Pace, Landis & Jenkins, Donald